# Hemichromis
Hemichromis là một chi cá trong họ cá hoàng đế bản địa ở châu Phi, chúng là những loài bản địa ở Tây Phi Kích cỡ lớn nhất của các loài trong chi này được báo cáo là dài đến 8 đến 30 xentimét (3,1 đến 11,8 in) Kích cỡ cực đại của các loài cá trong bể thủy sinh có vẻ như nhỏ hơn so với tự nhiên.

## Các loài
Hiện hành có 11 loài đã được ghi nhận trong chi này
- Hemichromis angolensis Steindachner, 1865
- Hemichromis bimaculatus T. N. Gill, 1862 (Jewelfish)
- Hemichromis cerasogaster (Boulenger, 1899)
- Hemichromis elongatus (Guichenot, 1861) (Banded jewel cichlid)
- Hemichromis exsul (Trewavas, 1933) (Turkana jewel cichlid)
- Hemichromis fasciatus W. K. H. Peters, 1857 (Banded jewelfish)
- Hemichromis frempongi Loiselle, 1979
- Hemichromis guttatus Günther, 1862
- Hemichromis letourneuxi Sauvage, 1880
- Hemichromis lifalili Loiselle, 1979
- Hemichromis stellifer Loiselle, 1979